# Cláudia Raia
Cláudia Raia, nome completo Maria Cláudia Motta Raia (Campinas, 23 dicembre 1966), è un'attrice, ballerina e attivista brasiliana.
Di origini italiane è diventata famosa in Europa per la telenovela a sfondo storico Terra nostra nel ruolo di Hortência.

## Biografia
Bisnipote di immigrati italiani della provincia di Catanzaro, ha iniziato la carriera come modella all'età di dieci anni, con Clodovil Hernandes. A 11 anni si è sottoposta ad un trattamento per controllare la crescita eccessiva; a tredici anni era già alta 1,70 m, la soprannominavano spilungona. Nel 1998 è entrata nel cast di Torre di Babele; nel 1999 ha lavorato in Terra nostra nel ruolo di Hortensia, nel 2012 in Salve Jorge, nel 2014 in Alto Astral e nel 2016 in A Lei do Amor.

## Vita privata
Nel 1984 ha iniziato una relazione con Jô Soares, durata due anni. È stata moglie dell'attore e modello Alexandre Frota dal dicembre 1986 fino al 1989, anno del loro divorzio. 
È stata poi sposata per 17 anni con l'attore Edson Celulari, che aveva conosciuto durante le riprese della telenovela Dio in Acuda (1992). Dal matrimonio sono nati due figli, Enzo e Sophia. La coppia ha annunciato la separazione il 26 luglio 2010, in modo amichevole.
Nel 2012 Claudia ha annunciato la sua relazione con il collega attore Jarbas Homem de Mello, che ha poi sposato nel 2018. La coppia ha un figlio, Luca, nato nel 2023, quando l'attrice aveva dunque più di 55 anni.
È attivista per il movimento per i diritti umani, ed è buddista.